# De aamnaak
Heer Bommel en de aamnaak (in boekuitgaven/spraakgebruik verkort tot De aamnaak) is een verhaal uit de Bommelsaga, geschreven en getekend door Marten Toonder. Het verhaal verscheen voor het eerst op 5 augustus 1981 met een aankondiging, waarna de volgende strips vanaf 7 september tot 5 januari 1982 verschenen. Thema: (valse) voorspellingen.

## Verhaalaankondiging
Na het vorige avontuur moest heer Bommel op last van de dokter enige tijd rust houden. Zo komt hij op zolder een verzameling almanakken tegen. In zijn jeugd lag zijn toekomst nog open en toen geloofde hij nog in die toekomstvoorspellingen. Hij besluit de geschriften in zijn voorgeschreven rusttijd nader te gaan analyseren.

## Hoorspel
- De aamnaak in het Bommelhoorspel